# Roger Cadioux
Pour les articles homonymes, voir Cadiou.
Roger Cadioux est un chasseur sous-marin français, licencié au Comité de Provence.

## Palmarès
- Champion du monde par équipes en 1958 (vainqueur individuel: Jules Corman) (Sesimbra, Portugal);
- Vice-champion d'Europe individuel en 1956 (en Corse);
- Vice-champion d'Europe par équipes en 1956 (en Corse);
- Champion de France avec le Comité de Provence en 1959 (championnat des Comités au Cap Rosa de Bône (Algérie), avec J. Corman et Henri Roux) (8e individuellement);
- Participation au championnat du Brésil en 1958.